# The Senior Open Championship 2012
The Senior Open Championship wordt in het Nederlands het Brits Senior Open genoemd. In 2012 wordt het van 26-29 juli gespeeld op de Ailsa baan van de Turnberry Golf Club in Schotland. Het prijzengeld is US$ 2.000.000. Titelverdediger is de Amerikaan Russ Cochran.

## Verslag
De par van de baan is 70.

#### Ronde 1
Met een ronde van 64 ging Bernhard Langer, winnaar van het Senior Open op Carnoustie in 2010, aan de leiding. 

#### Ronde 2
Er was tijdens de middagronde 2 sterke wind, hetgeen slechtere scores veroorzaakte. Gary Hallberg had het geluk in de ochtendronde te spelen en verbeterde Langers toernooirecord, speelde gelijk aan het baanrecord en nam de leiding over. Langer speelde in de middagronde en slaagde er niet in onder par te spelen. Tom Watson speelde met Greg Norman. Beiden brachten een slechte score binnen.

#### Ronde 3
- Leaderboard

| Naam            | R1 | R1 | Nr  | R2 | R2 | Totaal | Nr  | R3 | R3 | Totaal | Nr | R4 | R4 | Totaal | Eindstand |
| --------------- | -- | -- | --- | -- | -- | ------ | --- | -- | -- | ------ | -- | -- | -- | ------ | --------- |
| Gary Hallberg   | 71 | +1 | T50 | 63 | -7 | -6     | 1   |    |    |        |    |    |    |        |           |
| Bernhard Langer | 64 | -6 | 1   | 72 | +2 | -4     | 2   |    |    |        |    |    |    |        |           |
| Tom Lehman      | 66 | -4 | 3   | 71 | +1 | -3     | 3   |    |    |        |    |    |    |        |           |
| Mark McNulty    | 65 | -5 | 2   | 75 | +5 | par    | T8  |    |    |        |    |    |    |        |           |
| Fred Couples    | 72 | +2 | T63 | 68 | -2 | par    | T8  |    |    |        |    |    |    |        |           |
| Tom Watson      | 69 | -1 | T16 | 75 | +5 | +4     | T36 |    |    |        |    |    |    |        |           |
| Greg Norman     | 72 | +2 | T63 | 78 | +8 | +10    | MC  |    |    |        |    |    |    |        |           |

| Leider |  | Toernooirecord |  | MC = missed cut = cut gemist |  | RT = retired = teruggetrokken |

## Spelers
Er staan 19 spelers ingeschreven die eerder een Major wonnen. 

| - Mitch Adcock - Michael Allen - Isao Aoki - Tommy Armour III - Graham Banister - Chip Beck - Jay Don Blake - Charlie Bolling - Gordon Brand Jr - Mark Brooks - Olin Browne - José Buendia - Mark Calcavecchia - Bob Cameron - Roger Chapman - Steve Cipa - Bobby Clampett - Darren Cole - Jonn Cook - Fred Couples - Mike Cunning - Joe Daley - Eamonn Darcy - Roger Davis - Ross Drummond - Danny Edwards - Joel Edwards - David Eger - Campbell Elliott - Tim Elliott - Tom Eubank - Marc Farry - Brad Faxon - Ángel Fernández - Richard Fish - Anders Forsbrand | - Peter Fowler - Angel Franco - Jeff Freeman - David Frost - Fred Funk - Rick Gibson - Bob Gilder - Anthony Gilligan - Philip Golding - Mike Goodes - Wayne Grady - Jay Haas - John Harrison - Jeff Hart - Mike Harwood - Phil Hinton - John Huston - Kouki Idoki - Tony Jacklin - Mark James - Nick Job - Tony Johnstone - Philip Jonas - Steve Jones - Richard Kaplan - Darrell Kestner - J.D. Kim - Tom Kite - Barry Lane - Bernhard Langer - Tom Lehman - Bobby Lincoln - Bill Longmuir - Rossouw Loubser - Chien-Soon Lu - Sandy Lyle | - Malcolm Mackenzie - Andrew Magee - Miguel Ángel Martín - Carl Mason - Dick Mast - Richard Masters - Stephen McAllister - Mark McCumber - Stephen McNally - Mark McNulty - David Merriman - Peter Mitchell - Larry Mize - Mark Mouland - Andrew Murray - Greg Norman - Gerry Norquist - Pete Oakley - Seiki Okuda - Andrew Oldcorn - Denis O'Sullivan - Steve Pate - Corey Pavin - Kevin Phillips - Juan Quiros - Glenn Ralph - Noel Ratcliffe - Lee Rinker - José Rivero - Loren Roberts - Costantino Rocca - Eduardo Romero - Roger Roper - John Ross - Boonchu Ruangkit - David J Russell | - Jim Rutledge - Jean-Pierre Sallat - Mike San Filippo - Peter Senior - Andrew Sherborne - Jeff Sluman - Peter A Smith - Des Smyth - Rod Spittle - Kevin Spurgeon - Craig Stadler - Barrie Stevens - Noboru Sugai - Tim Thelen - Sam Torrance - Kirk Triplett - Bob Tway - Stan Utley - Bruce Vaughan - Fred Wedsworth - Philip Walton - Tom Watson - Alastair Webster - Paul Wesselingh - Wayne Westner - Dave Wettlaufer - Mark Wiebe - Chris Williams - Gary Wolstenholme - Ian Woosnam Amateurs - Stephen East - Randy Haag - Chip Lutz |